# Ischalia philippina
Ischalia philippina is een keversoort uit de familie Ischaliidae. De wetenschappelijke naam van de soort is voor het eerst geldig gepubliceerd in 1920 door Blair.